# Лејди Мери Рот
Лејди Мери Рот (рођена Сидни; 18. октобар 1587 — 1651/3) била је енглеска племкиња и песникиња енглеске ренесансе. Припадница је угледне књижевне породице. Лејди Врот је била међу првим енглеским списатељицама које су постигле трајну репутацију. Мери Рот је била нећака Мери Херберт рођене Сидни (грофице од Пемброука и једне од најугледнијих књижевница и мецена у периоду 16. века) и сер Филипа Сиднија, познатог елизабетанског песника и дворјана.

## Биографија
Пошто је њен отац, Роберт Сидни, био гувернер Флушинга, Рот је провела већи део свог детињства у кући Мери Сидни, замку у Лондону и на Пеншурст Плејсу. У време када је већина жена била неписмена, Рот је имала привилегију формалног образовања, које је добијала од кућних учитеља под вођством њене мајке. Као млада жена, Леди Мери је припадала интимном кругу пријатеља краљице Ане и активно је учествовала у маскенбалима и забавама.
Краљ Џејмс I је 27. септембра 1604. оженио Мери за сер Роберта Рота из Лотон Хола. Брак није донео срећу супружницима; било је проблема, почевши од потешкоћа око исплате мираза њеног оца. У писму писаном својој супрузи, сер Роберт Сидни је описао различите састанке са Робертом Ротом, који је често био узнемирен понашањем Мери убрзо након њиховог венчања. Вероватно је да је Роберт Рот био коцкар, варалица и пијаница. Више доказа о несрећној заједници долази од песника и пријатеља Бена Џонсона, који је приметио да је „моја леди Рот недостојно удата за љубоморног мужа“ Разна писма Леди Мери краљици Ани такође се односе на финансијске губитке које је њен муж претрпео током заједничког времена.
Током брака, Мери је постала позната по својим књижевним подухватима, као и по наступима. Године 1605. играла је у Вајтхол Банкетинг Хаус дело  The Masque of Blackness, које су осмислили Бен Џонсон и Иниго Џонс. Мери Рот се придружила краљици и њеним пријатељима; сви су офарбали своју кожу у црно да би приказали етиопске нимфе које су себе називале „Дванаест ћерки Нигера“. Маска је била веома успешна и била је прва у дугом низу сличних дворских забава. „Дванаест ћерки Нигера“ се такође појавило у Маски лепоте 1608. године, коју су такође дизајнирали Џонсон и Џонс. Међутим, упркос успеху, било је и мање него позитивних критика, од којих су неки говорили о женском портрету ћерки Нигера као ружном и неубедљивом.
У фебруару 1614. Мери је родила сина Џејмса: месец дана након тога њен муж Роберт Рот је умро од гангрене оставивши Мери у дуговима. Две године касније, Ротов син је умро због чега је Мери изгубила имање Рота од Џона Рота, следећег мушког наследника Ентаила . Нема доказа који би сугерисали да је Рот била неверна свом мужу, али након његове смрти ступила је у везу са својим рођаком Вилијамом Хербертом, трећим грофом од Пембрука. Мери и Вилијам су делили интересовања за уметност и књижевност и били су пријатељи из детињства. Имали су најмање двоје ванбрачне деце, ћерку Кетрин и сина Вилијама. У Herbertorum Prosapia, рукописној компилацији историје породице Херберт из седамнаестог века (која се чува у библиотеци у Кардифу), сер Томас Херберт – рођак грофа од Пемброка – забележио је очинство Вилијама Херберта над двоје деце Рота.
Наводна веза Мери Врот са Вилијамом Хербертом и њеном децом рођеном из те заједнице помиње се у њеном делу, he Countess of Montgomery’s Urania. Тврди се и да је Вилијам Херберт био миљеник краљице Ане и да је она разлог што је 1615. добио место краљевог лорда коморника. У Уранији, Рот се више пута враћа референци на моћну и љубоморну краљицу која протерује свог слабијег ривала са двора да би добила свог љубавника, што је довело до тога да многи критичари поверују у поменуту напетост између краљице Ане и Гнева око љубави према Херберту.
Објављивање књиге 1621. било је суццес де сцандале, јер се на њу широко (и са неким оправдањем) гледало као на роман који говори о стварним догађајима благо замаскираним елементима фикције (roman à clef). Дифузна радња је осмишљена око односа између Памфилије и њеног лутајућег љубавника Амфиланта, а већина критичара сматра да садржи значајне аутобиографске елементе. Иако је Рот тврдила да никада није имала намеру да објави књигу, моћни племићи су је жестоко критиковали због приказивања њиховог приватног живота под валом фикције. Уранија је повучена из продаје до децембра 1621. Два од ретких аутора који су вредновали ово дело били су Бен Џонсон и Едвард Дени . Џонсон, пријатељ и колега Мери Рот, похвалио је и Рот и њена дела у „Сонету племенитој дами, дами Мери Рот“. Џонсон тврди да је копирајући Ротова дела постао не само бољи песник, већ и бољи љубавник. Дени са друге стране даје веома негативну критику њеног дела; оптужио ју је за клевету у сатиричној песми, називајући је „хермафродитом“ и „чудовиштем“. Док је Рот узвратила нападом на ДЕнија кроз сопствену песму, озлоглашеност ове епизоде је можда допринела њеном ниском профилу у последњим деценијама њеног живота. Постојала је и друга половина Ураније, која је први пут објављена 1999. године, чији се оригинални рукопис сада налази у библиотеци Њубери у Чикагу. Према неким ауторима, Рот никада није припремила други део дела за стварно објављивање, а наратив садржи много недосљедности и донекле га је тешко читати.
Након проблема око издавања Ураније Рот је напустила двор краља Џејмса и касније га је напустио Вилијам Херберт. Мало се зна о Ротовим каснијим годинама, али је познато да је наставила да се суочава са великим финансијским потешкоћама до краја свог живота. Рот је умро 1651. или 1653. године.
Пешачка стаза поред Лутон Хола названа је Путем лејди Мери.

## У популарној култури
Године 2019, историчарка књижевности са Харварда Ванеса Браганца идентификовала је копију Ксенофонтове Киропедије коју је пронашла на сајму ретких књига као књигу  Лејди Мери Врот, на основу криптичне шифре монограма на корицама. Слова шифре наводе имена „Памфилија“ и „Амфилант“, аутобиографске личности самих Рота и Херберта. До данас, Киропедија је једина сачувана књига из њене библиотеке, поред рукописа дела. Ово откриће је изазвало интересовање јавности за Ротову употребу шифри и њен раније мало познат статус прве енглеске списатељице.

## Дела
- Love's Victory (c.1620)
- The Countess of Montgomery's Urania (1621) – прва обимнија романса у прози написана од стране Енглескиње
- Pamphilia to Amphilanthus (1621) –  други позната сонетска секвенца коју је написала Енглескиња. .